# Shazam (logiciel)
Pour les articles homonymes, voir Shazam.
Shazam (en anglais : [ʃəˈzæm]) est un logiciel propriétaire de reconnaissance musicale développé par une entreprise basée à Londres.
Il fonctionne sur le même principe que les logiciels, eux aussi propriétaires, Tunatic et SoundHound. Les deniers smartphones Google Pixel ont une fonctionnalité pour identifier les titres que vous entendez.
Le site et l'application Shazam proposent également de découvrir des concerts
Le verbe "shazamer" est entré dans le langage courant.
Il est aussi possible de "shazamer" le son du navigateur depuis le site web, et il existe une extension Chromium pour shazamer l'onglet actif. Sur l'application, un "appui long" sur le bouton "Shazam" permet de lancer le mode "Auto Shazam", pour que Shazam identifie automatiquement tous les titres, jusqu'à ce qu'on ré-appuie sur ce bouton pour l'arrêter.

## Histoire
Shazam est un logiciel de reconnaissance musicale développé par l'entreprise Shazam Entertainment Limited, basée à Londres et créée en 1999 par Chris Barton, Philip Inghelbrecht, Avery Wang et Dhiraj Mukherjee.
En 2002, lors du lancement de Shazam au Royaume-Uni, le service était utilisable en appelant le numéro court 2580, et après quinze à trente secondes, l'appel se stoppait et l'utilisateur recevait un message lui indiquant le nom du morceau.
Le 11 décembre 2017, Apple annonce avoir racheté Shazam pour 400 millions de dollars.
Le 17 juin 2021, Oliver Schusser, le vice-président musique d'Apple annonce que le service dépasse le milliard de titres « shazamés » par mois,.

## Fonctionnement
Ce logiciel utilise le microphone du téléphone pour capturer un échantillon de musique jouée. Une empreinte acoustique est créée à partir de cet échantillon, elle est comparée à la base de données centrale de la société. En cas de correspondance, les informations de la base de données comme le nom de l'artiste, le titre de la chanson, et l'album sont retournés à l'utilisateur. Des liens vers des services partenaires comme iTunes, YouTube, Spotify, Deezer ou Apple Music sont également diffusés par Shazam.
Sur les appareils Apple, il est possible depuis les réglages de l’appareil d’ajouter une commande Shazam au control center sans télécharger l’application.

## Compatibilité avec Siri
Depuis iOS 8, Siri peut reconnaître une musique en utilisant l'algorithme de Shazam. Avec le rachat de Shazam par Apple en 2017, le service devrait naturellement plus s'intégrer dans les différents systèmes d'exploitation d'Apple, y compris iOS.

## Brevet
Des brevets de l'algorithme Shazam interdisent aux États-Unis et éventuellement en Europe l'implémentation d'un algorithme libre et gratuit de reconnaissance musicale. Ceci est de nature à permettre à cette société de constituer un monopole en rendant une partie du marché captif. En pratique, seul Shazam permet la reconnaissance de musiques par ce système.[pas clair]

## Titres les plus recherchés
Shazam fournit une liste, actualisée fréquemment, des 100 musiques les plus reconnues, par pays ou dans le monde entier. Cette liste est accessible dans l'application ou sur son site internet.
Le 17 juin 2021, il est annoncé que le premier titre reconnu par Shazam était Jeepster de T.Rex, et que le titre le plus « shazamé » de l'histoire est Dance Monkey de Tones and I.
Le 19 août 2022, à l’occasion des 20 ans de Shazam, l'application a dépassé les 70 milliards de reconnaissances de chansons, et dévoile les titres les plus recherchés.